# Arthur Liebehenschel
Arthur Liebehenschel (25. listopadu 1901 Poznaň – 24. ledna 1948 Montelupich) SS-Obersturmbannführer, byl během druhé světové války velitel vyhlazovacích táborů Auschwitz-Birkenau a Majdanek.

## Biografie
Liebehenschel se narodil v Poznani a vystudoval ekonomii a veřejnou správu. V první světové válce se stal rotmistrem. V roce 1932 vstoupil do NSDAP a v roce 1934 do SS, kde sloužil v útvaru Totenkopfverbände. Poté zastával řadu funkcí ve správě koncentračních táborů. Mezi tyto funkce patřila funkce pobočníka v koncentračních táborech Lichtenburg a Columbia House na inspektorátu koncentračních táborů a funkce staršího ředitele v ekonomickém oddělení SS.
10. října 1943 byl jmenován velitelem vyhlazovacího tábora Auschwitz-Birkenau a v této funkci tak nahradil Rudolfa Hösse. Když se Höss do Auschwitzu v roce 1944 vrátil, Liebehenschel byl 19. května 1944 jmenován velitelem vyhlazovacího tábora Majdanek, kde nahradil Martina Gottfrieda Weisse. Když byl tábor ke konci války evakuován, byla Liebehenschelovi udělena vyšší hodnost na ředitelství lidských zdrojů SS.
Po válce byl Liebehenschel uvězněn americkou armádou a následně vydán do Polska. Byl souzen v Krakově v Auschwitzkém procesu, v němž byl odsouzen k trestu smrti. Oběšen byl 24. ledna 1948 v krakovské věznici Montelupich.